# 단팥빵 (드라마)
《단팥빵》은 2004년 7월 4일부터 2005년 1월 16일까지 방영된 문화방송 일요아침드라마이다. 전라북도 전주시를 배경으로, 초등학교 교사인 여자 주인공과 변호사인 남자 주인공이 사랑에 눈떠가는 모습을 그렸다.

## 등장 인물

### 주요 인물
- 최강희 : 한가란(27세) 역 (아역 심은경) - 인하초등학교 교사
- 박광현 : 안남준(27세) 역 (아역 강성현) - 변호사, 가란과 초등학교 동창
- 정찬 : 유관하(33세) 역 - 동인건설 사장
- 정소영 : 홍혜잔(27세) 역 (아역 이봄) - 인하초등학교 교사, 가란과 초등학교 동창

### 가란의 주변 인물
- 류현경 : 김선희(27세) 역 (아역 이수빈) - 판소리 교습소 도우미, 가란과 초등학교 동창, 가란의 절친한 친구
- 김한 : 이덕진(27세) 역 (아역 이석민) - 사진관 운영

### 남준의 주변 인물
- 김나운 : 안남희(30대 후반) 역 (아역 유현지) - 남준의 누나, 가란의 동료 교사
- 박광정 : 최정훈(40대 초반) 역 - 남준의 매형, 동인건설 비서실장

### 그 외 인물
- 정경호 : 이기동(30세) 역 - 동인건설 차장, 관하의 비서
- 김지완 : 이신혁(33세) 역 (아역 유승호 (특별출연)) - 전주성당 신부, 가란의 첫사랑
- 송재호 : 전영일(50대 후반) 역 - 가란과 남준의 초등학교 시절 담임 선생님이자 현재 인하초등학교 교장
- 정한헌 : 황정구(50대 후반) 역 - 인하초등학교 교감
- 송창환 : 교사 역 - 가란의 동료 교사
- 김아영
- 허명행 : 관하의 수하 역
- 신은경 : 최영주 역 - 동인건설 대리
- 최민준
- 이옥정 : 결혼식 하객 역
- 단하나
- 김선영
- 이승훈 : 결혼식 사진기사 역
- 김태언 : 나승민 역 - 나이트클럽에서 일하는 가란의 옛 제자
- 오창훈
- 박세영
- 이문수
- 박형민
- 김남길 : 혜잔의 약혼자 역
- 서범식 : 태권도 사범 역
- 홍혜령 : 장구 선생님 역
- 김영림
- 남현 : 초인종 누르고 도망간 집의 주인 역
- 유정석 : 동료교사 역
- 허인범 : 덕규 역 - 고등학교 시절 가란을 짝사랑 하는 학생
- 안서정
- 김기현 : 의사 역 - 유관하의 작은아버지
- 이명선 : 뉴스 앵커 역
- 장미현 : 수정 역

### 아역
- 김학준 : 태호 역 - 가란의 반 학생
- 박수정 : 정님 역 - 가란의 반 학생
- 서대한
- 최예림 : 아영 역 - 가란의 반 학생

### 특별출연
- 김성주 : 인터뷰어 역 (목소리 출연) - 가란과 남준의 관계에 대한 주변 인물들을 인터뷰하는 인물[1]
- 전원주 : 인하초등학교 인근 빵집 주인 역 - 남준이 단팥빵이 된 이유를 말함 (1화)
- 정형돈 : 정형돈 역 (아역 이형원) - 가란과 남준의 인하초등학교 동창, 어릴 때 가란에게 사랑 고백했다가 맞음 (2화)
- 이수나 : 이수나 역 - 전주 환경 지킴이, 가란이 한 화장실 낙서를 지우게 함 (3화)
- 전유성 : 전유성 역 - 인하초등학교 인근 문구점 주인, 가란이 좋아하는 아이가 누구인지 밝힘 (4화)
- 박윤배 : 박윤배 역 - 인하초등학교 인근 뽑기 장사, 가란과 남준 때문에 가게 문을 닫게 됨 (5화)
- 이참 : 이참 역 - 가란이네 동네 정형외과 의사 (6화)
- 지상렬 : 지상렬 역 - 가란과 남준의 초등학교 선배 (7화)
- 김숙 : 김숙 역 - 병아리 같이 샀던 친구 (8화)
- MC 몽 : MC 몽 역 - 가란에게 걸려 죽다 살아난 동창 (9화)
- 신신애 : 신신애 역 - 가란 옆반 친구 엄마 (10화)
- 태진아 : 태진아 역 - 인하초등학교 인근 신발 가게 주인 (11화)
- 임현식 : 순돌이 아빠 역 - 가란이네 동네 전파상 주인 (12화)
- 김애경 : 김애경 역 - 가란이네 동네 옷 가게 주인 (13화)
- 손헌수 : 손헌수 역 - 인하초등학교 동창, 가란과 남준이 어릴 때 입맞춤했다고 말함 (14화)
- 김미연 : 김미연 역 - 인하초등학교 동창, 가란이 남준을 원래부터 좋아했다고 말함 (15화)
- 이재포 : 학생주임 교사 역 - 가란과 남준의 고등학교 때 학생주임 (17화)

### 우정출연
- 윤용현 : 관하의 수하 역 (2화)
- 김지영 : 가란과 남준이 기차 안에서 만난 할머니 역 (15화)

## 참고 사항
- 어린 가란이 날린 하이킥을 ‘헥토파스칼 킥’이라 불리기도 하였다. 본 드라마 1화 46분 7초경 초등학교 시절이 나오는데, 가란(심은경 분)이 남준(강성현 분)을 향해 하이킥을 날린다. 그때 마침 태풍 민들레의 주의 속보가 하단 자막으로 흐르게 되는데, 그 내용을 보면 “민들레는 중심 기압이 985헥토파스칼, 최대 풍속이 초속 23미터인 중형태풍으로 많은 비를 포함하고 있습니다. ~ ”라는 자막이었다. 이때 ‘헥토파스칼’이라는 단어와 하이킥이 맞물리면서 그렇게 불리게 되었다.
- 이 드라마의 열혈 시청자는 “단팥빵 철인”이라 불리기도 했다.
- 박광현(안남준 역)은 해당 드라마에 캐스팅되어 SBS 소풍가는 여자 캐스팅 제의를 고사했다.[2]